# Till Fellner
Till Fellner (Viena, 9 de marzo de 1972) es un pianista austriaco.

## Biografía
El pianista Till Fellner nació en Viena y estudió en el Konservatorium der Stadt Wien con Helene Sedo-Stadler, y posteriormente con Meira Farkas, Oleg Maisenberg, Claus-Christian Schuster y sobre todo con Alfred Brendel, del que dice: "Él ha sido la influencia más importante en mi carrera artística. Lo más característico de su labor como profesor es que te proporciona una visión global de la obra, la ve como un todo al mismo tiempo que es capaz de fijarse en todos y cada uno de los detalles. Además, Brendel pone siempre al compositor en primer lugar, no al intérprete, cuya misión principal debe ser servir a la música".
Ganó el primer premio en el Concurso Internacional de Piano Clara Haskil en Vevey en 1993. Fue galardonado con el Mozartinterpretationspreis de la Mozartgemeinde de Viena en 1998.
Un activo músico de cámara, Fellner colabora regularmente con el violonchelista Heinrich Schiff, el tenor Mark Padmore, la violinista Lisa Batiashvili y el violonchelista Adrian Brendel. El Cuarteto Belcea le invitó a la gira de celebración de su vigésimo aniversario en 2015 interpretando el Quinteto de Piano de Brahms en Europa y con la grabación conjunta de la obra.
Till Fellner ha recibido elogios de la crítica por sus interpretaciones de las obras maestras del barroco y de los periodos clásico y romántico particularmente de las composiciones de J. S. Bach, Mozart, Beethoven, Schubert y Liszt. Interpreta rarezas musicales como la sonata para piano de Julius Reubke que fue compuesta enWeimar, bajo la égida de Liszt. Fellner también interpreta música de la Segunda Escuela de Viena de Arnold Schoenberg, Alban Berg y Anton Webern, así como de la música clásica contemporánea de Heinz Holliger, György Kurtág, Thomas Larcher y Harrison Birtwistle, incluyendo algunos estrenos.
En el período 2008-2010, Fellner ha interpretado las 32 sonatas para piano de Beethoven en una serie de siete recitales en
Viena, París, Londres, Nueva York y Tokio. Los recitales tuvieron lugar durante tres temporadas en Nueva York en el Metropolitan Museum of Art, en el Konzerthaus de Viena, en el Wigmore Hall de Londres, en la Salle Gaveau de París y en el Toppan Hall de Tokio. También actuó y grabó los Conciertos para Piano N.º 4 y N.º 5 de Beethoven con la Sinfónica de Montreal bajo la dirección de Kent Nagano.
En 2009, Fellner fue presentado en el documental Pianomania, acerca de un piano Steinway & Sons, el cual fue dirigido por Lilian Franck y Robert Cibis. La película se estrenó en salas de cine en América del Norte, donde fue recibida con críticas positivas por el New York Times, así como en Asia y en toda Europa, y forma parte del catálogo del Instituto Goethe.
Durante todo el año 2012, dejó de actuar para dedicarse al ensayo de nuevo repertorio, a estudiar composición y a escribir sobre música de cine . Fellner dice al respecto: 
"Dediqué ese año a estudiar nuevos repertorios, y a tomar lecciones de composición. Lo aproveché además para terminar un largo ensayo sobre la música en los filmes de Luis Buñuel, una figura a la que admiro mucho. Fue un cineasta que elegía de forma muy meticulosa la banda sonora de sus películas, y en sus últimas cintas no suena ninguna música en absoluto".
Además del ensayo sobre la música en las películas de Buñuel, Fellner ha publicado varios artículos en prensa sobre la misma cuestión, como el del periódico suizo Neue Zürcher Zeitung titulado La subversión y el silencio.
En América del Norte Till Fellner ha tocado con la Sinfónica de San Francisco y Semyon Bychkov interpretando Mozart, la Sinfónica de Pittsburgh con Manfred Honeck para el Concierto para piano n.º 4 de Beethoven, la Sinfónica de Boston con Bernard Haitink y la Sinfonía de Chicago con Manfred Honeck. Fellner ha aparecido regularmente con la Sinfónica de Montreal y Kent Nagano y ha dado recitales en Carnegie Hall, en San Francisco, en la Sociedad de Música de Cámara de Filadelfia y en la Sociedad de Artes Escénicas de Washington.
En diciembre de 2015 Till Fellner hizo su debut con la Filarmónica de Berlín, dirigida por el maestro Bernard Haitink, interpretando el Concierto de Piano n.º 25 en do mayor de Mozart. En la temporada 2015-16 ha dado conciertos con la Orquesta Sinfónica NHK con Bernard Blomstedt, con la Orquesta Sinfónica de Chicago con Bernard Haitink, con la Academia de St. Martin in the Fields con Sir Neville Marriner, con la Orquesta de Cámara Mahler con Manfred Honeck y con la Filarmónica de París con Herbert Blomstedt. También hizo recitales solistas en Lyon, Boston, Ámsterdam, en el Wigmore Hall de Londres, Monte Carlo, y en el Festival Gilmore en Míchigan.
Till Fellner ha tocado también bajo la dirección de Claudio Abbado, Vladimir Ashkenazy, Semyon Bychkov, Christoph von Dohnányi, Nikolaus Harnoncourt, Sir Charles Mackerras, Kurt Masur, Kent Nagano, Jonathan Nott, Kirill Petrenko, Cflaudius Traunfeller y Hans Zender. 
En la temporada 2016-2017, ha tocado con la Sinfónica de Montreal el Concierto N.º 4 de Beethoven con Ken Nagano - una obra que previamente han grabado juntos en la etiqueta de ECM. Con la Sinfónica de Pittsburgh ha tocado el Concierto N.º 3 de Beethoven con Manfred Honeck. También ha tocado el Concierto para piano n.º 2 de Beethoven con la Sinfónica de San Luis y colabora de nuevo con el Maestro Nagano en la Fantasía Coral de Beethoven con la Deutsche Symphonie-Orchester Berlin. En la primavera de 2017 regresa a Berlín para tocar el Concierto para piano n.º 2 de Beethoven con Ivan Fischer y la Konzerthausorchester.
En las últimas temporadas, Fellner interpretó el Winterreise de Schubert en gira con Mark Padmore, apareció en el Orford Festival International de Musique con Kent Nagano y la Sinfónica de Montreal, con la Orquesta Nacional de Francia, la Orquesta Filarmónica de Londres y con la Filarmónica de Múnich. Fue artista en residencia con la Sinfónica de Bamberg, donde interpretó numerosos programas, incluyendo conciertos con Herbert Blomstedt y Manfred Honeck.

## Estilo interpretativo
El crítico Blas Matamoro dice de sus interpretaciones:
"Es difícil elogiar a Fellner. Hay que caer en los lugares comunes, merecidamente adjudicados al gran pianista austriaco. Su exquisito sonido, su digitación impoluta, su fraseo cuidado al segundo, sus controlados contrastes de expresión, su señorío estilístico que le permite hacer cantar toda la música, en el caso, de Bach a Schumann pasando por Beethoven.
Me quedo en un solo aspecto, su utilización del color. Siempre que se habla de sonido musical, hay que echar mano de categorías de otras artes que no involucran sonidos (los de la poesía son virtuales). El Schumann de Papillons se pintó con colores lisos y decididos como los que se usan para los muñecos de feria. En cambio, el de Humoresque es un óleo pastoso de gama oscura, con algunos filtros de luz interpuesta por la niebla. Bach tiene el color de un mueble añoso al que los sucesivos lustres han convertido en una piedra preciosa de intenso rojo telúrico. Beethoven es una textura de tinta china sobre papel verjurado. Negro sobre blanco y colorido a elección del escuchante."

## Grabaciones
- Schubert: 4 Impromptus, D 935, Op. post. 142; Arnold Schoenberg: Suite, Op. 25; Beethoven: Sonata N.º 23 en fa menor, Op. 57 'Appassionata'. EMI Austria, 567 7 54497 2 (1992)
- Mozart: Concierto para Piano y orquesta N.º 22 en mi bemol mayor, K 482 (Orchestre de Chambre de Lausanne/Uri Segal); Mozart: Rondó en la menor, K 511; Beethoven: Sonata N.º 5 en do menor, Op. 10 N.º 1. Claves, CD 50-9328 (1994)
- Beethoven: Concierto para Piano N.º 2 en si bemol mayor, Op. 19; Beethoven: Concierto para Piano y orquesta N.º 3 en do menor, Op. 37 (Academia de San Martin in the Fields/Sir Neville Marriner). Erato, 4509-98539-2 (1995)
- Schumann: Kreisleriana, Op. 16; Julio Reubke: Sonata in B-flat minor. Erato, 0630-12710-2 (1996)
- Schubert: Sonata en la menor, D 784, Op. post. 143; Schubert: 6 Moments musicaux, D 780, Op. 94; Schubert: 12 Grazer Walzer, D 924, Op. 91. Erato, 0630-17869-2 (1997)
- Mozart: Concierto para Piano y orquesta N.º 19 en fa mayor, K 459; Mozart: Concierto para Piano y orquesta N.º 25 en do mayor, K 503 (Camerata Académica de Salzburgo/Alexander Janiczek). Erato, 3984-23299-2 (1998)
- Beethoven: la integral de la obra para Violonchelo y Piano (Heinrich Schiff, violonchelo). Philips, 462 601-2 (2000)
- J. S. Bach: El clave bien temperado, Libro I, BWV 846-869. ECM New Series, 1853/54 (2004)[6]
- J. S. Bach: Las Invenciones y Sinfonías, Suite francesa n.º V, ECM New Series, 2043 (2009)[7]
- Beethoven: Concierto para Piano N.º 4 en sol mayor, Op. 58; Concierto para Piano y orquesta N.º 5 en mi bemol mayor, Op. 73 (Orchestre Symphonique de Montréal/Kent Nagano). ECM New Series 2114
- Thomas Larcher: Böse Zellen para piano y orquesta (2006, modif. de 2007) I.-IV.; Still para viola y orquesta de cámara (2002, modif. 2004) Madhares (Cuarteto de Cuerda no. 3) (2006/7) (Münchener Kammerorchester/Kim Kashkashian/Dennis Russell Davies) ECM New Series 2111